# Белвідер (Небраска)
Белвідер (англ. Belvidere) — селище (англ. village) в США, в окрузі Теєр штату Небраска. Населення — 51 особа (2020).

## Географія
Белвідер розташований за координатами 40°15′17″ пн. ш. 97°33′28″ зх. д. / 40.25472° пн. ш. 97.55778° зх. д. (40.254635, -97.557706).  За даними Бюро перепису населення США в 2010 році селище мало площу 1,24 км², уся площа — суходіл.

## Демографія
Згідно з переписом 2010 року, у селищі мешкало 48 осіб у 24 домогосподарствах у складі 10 родин. Густота населення становила 39 осіб/км².  Було 32 помешкання (26/км²).
Расовий склад населення:
| - 95,8 % — білих |

До двох чи більше рас належало 4,2 %. Частка іспаномовних становила 2,1 % від усіх жителів.
За віковим діапазоном населення розподілялося таким чином: 22,9 % — особи молодші 18 років, 60,4 % — особи у віці 18—64 років, 16,7 % — особи у віці 65 років та старші. Медіана віку мешканця становила 47,5 року. На 100 осіб жіночої статі у селищі припадало 118,2 чоловіків;  на 100 жінок у віці від 18 років та старших — 105,6 чоловіків також старших 18 років.
Середній дохід на одне домашнє господарство  становив 32 340 доларів США (медіана — 36 250), а середній дохід на одну сім'ю — 33 862 долари (медіана — 41 250). За межею бідності перебувало 25,8 % осіб, у тому числі 0,0 % дітей у віці до 18 років та 22,2 % осіб у віці 65 років та старших.
Цивільне працевлаштоване населення становило 12 особи. Основні галузі зайнятості: освіта, охорона здоров'я та соціальна допомога — 33,3 %, виробництво — 25,0 %, будівництво — 25,0 %.